# Plagerepne torquata
Plagerepne torquata là một loài bướm đêm trong họ Noctuidae.